# Bonarcado
Bonarcado település Olaszországban, Szardínia régióban, Oristano megyében. Lakosainak száma 1520 fő (2023. január 1.). Bonarcado Bauladu, Milis, Paulilatino, Santu Lussurgiu és Seneghe községekkel határos.

## Népesség
A település népességének változása:
| Lakosok száma | 1594 | 1587 | 1520 |
|               | 2017 | 2018 | 2023 |